# Мартино, Бруно
Бруно Мартино (итал. Bruno Martino; 11 ноября 1925 — 12 июня 2000) — итальянский джазовый композитор, певец и пианист. Известен, главным образом, благодаря своей песне «Estate», сочиненной им в 1960 году, исполняемой впоследствии многими джазовыми музыкантами — Жуаном Жилберту, Четом Бейкером, Мишелем Петруччиани и другими.
В начале своей музыкальной карьеры Бруно выступал на европейских радиостанциях и с различными оркестрами, позже стал писать музыку для популярных итальянских исполнителей и гастролировать со своим оркестром.

## Биография
Мартино научился играть на пианино в четырнадцать лет. Будучи поклонником джаза, он провел первые годы своей карьеры, выступая с оркестрами Европейского радио и в ночных клубов. В середине 1950-х годов он был членом оркестра RAI. Позже он начал сочинять музыку для популярных итальянских певцов, а затем гастролировал по всему миру со своим собственным оркестром. Это привело к позднему расцвету карьеры певца.
На международной арене он является одним из известных композиторов из-за его песни «Estate» 1960 г., по итогу композиция стала стандартом, который исполняли многие джазовые музыканты и певцы с начала 1960-х годов, в том числе Жоао Жилберту, Джо Диорио, Чет Бейкер, Тутс Тилеманс, Ширли Хорн, Элиан Элиас, Мишель Петруччиани, Монти Александер, Майк Стерн и Роберт Jospé.

Песня Мартино «Dracula Cha Cha Cha» фигурирует в альбоме Italian Graffiti (1960/61) и исполняется на экране в фильме Винсенте Миннелли «две недели в другом городе» (1962). Она вдохновила Кима Ньюмана назвать свой роман «Дракула ча-ча-ча» (1998), действие которого происходит в Риме в 1959 году.